# 鄭齡
鄭齡（1440年—？），字夢齡，江西廣信府弋陽縣人，軍籍。明朝政治人物。進士出身。

## 生平
江西鄉試第十三名。成化五年（1469年）乙丑科會試第二十八名，殿試登進士第二甲第六十七名。

## 家族
曾祖鄭景彰。祖父鄭遠祖。父亲鄭邦，曾任典膳。